# Rousies
Rousies ist eine französische Gemeinde mit 4016 Einwohnern (Stand: 1. Januar 2022) im Département Nord in der Region Hauts-de-France. Sie gehört zum Arrondissement Avesnes-sur-Helpe und zum Kanton Fourmies.

## Geographie
Die Gemeinde Rousies liegt im Regionalen Naturpark Avesnois am Fluss Solre, der an der nördlichen Gemeindegrenze in die Sambre mündet, unmittelbar östlich der Stadt Maubeuge und acht Kilometer westlich der Grenze zu Belgien. Rousies wird umgeben von den Nachbargemeinden Assevent im Norden, Recquignies im Osten und Nordosten, Cerfontaine im Osten und Südosten, Ferrière-la-Grande im Süden, Louvroil im Südwesten sowie Maubeuge im Nordwesten.
Durch die Gemeinde führt die frühere Route nationale 49.

## Einwohnerentwicklung
| Jahr                       | 1962 | 1968 | 1975 | 1982 | 1990 | 1999 | 2010 | 2021 |
| Einwohner                  | 4286 | 5002 | 4522 | 4577 | 4302 | 4257 | 4222 | 4043 |
| Quellen: Cassini und INSEE |      |      |      |      |      |      |      |      |

## Sehenswürdigkeiten

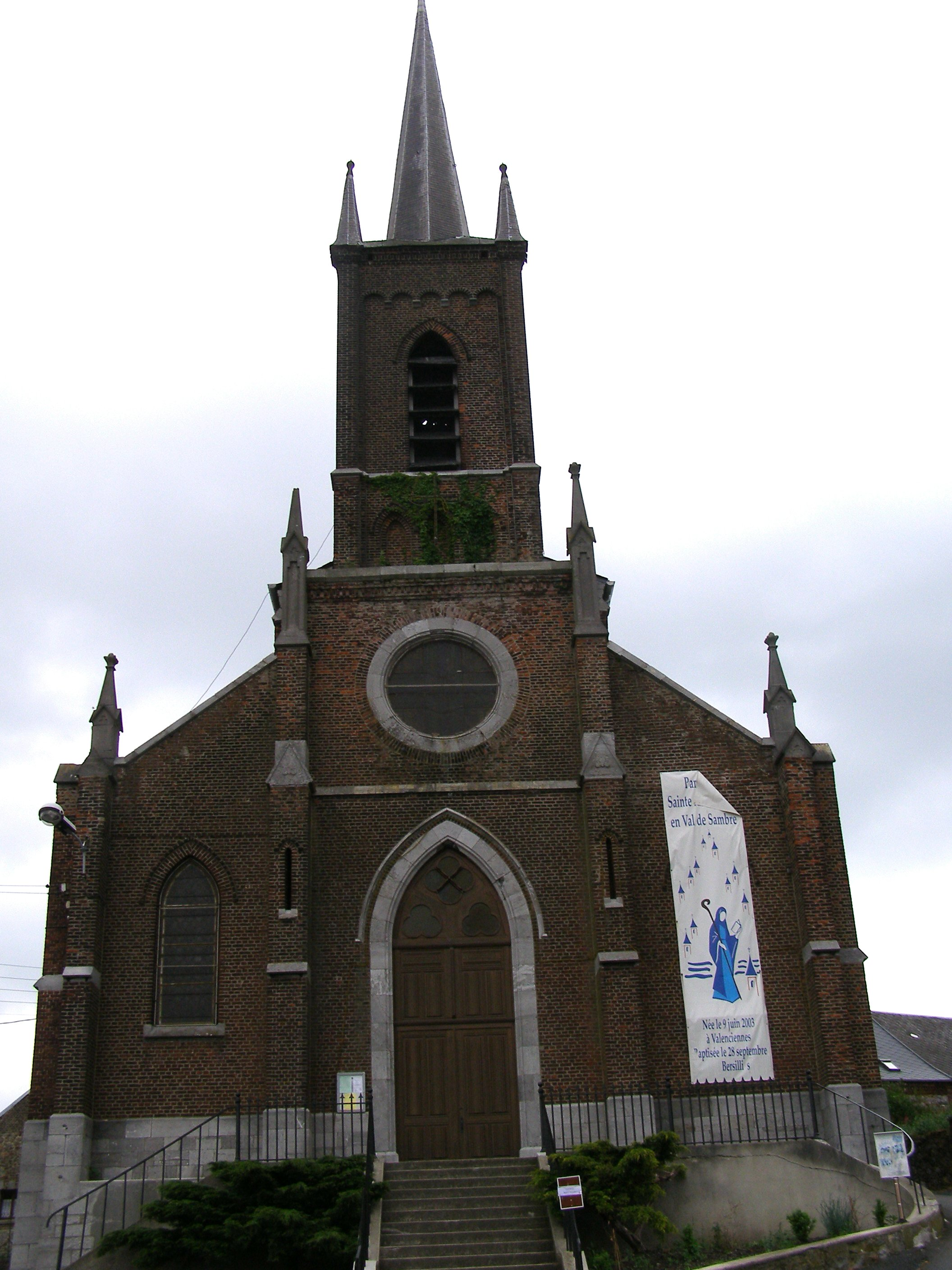
Kirche Saint-Vaast
- Kapelle Notre-Dame des Lourdes

- Kirche Saint-Vaast

## Persönlichkeiten
- Georges Fontené (1848–1923), Mathematiker